# Mandloň nízká
Mandloň nízká (Prunus tenella) je druh křovitých rostlin zařazený do rodu Prunus, patřící do čeledi růžovité (Rosaceae). Kvete v březnu až květnu.

## Popis
Mandloň nízká roste jako poměrně nepravidelný metlovitý keř s netrnitými větvemi a růžovými květy, vysoký 20 cm až 1,5 m.
Plodí drobné ochlupené aromatické peckovičky. Jádra obsahují výrazně větší množství amygdalinu než mandloň obecná, takže nejsou jedlá. Keř dobře odolává mrazům.

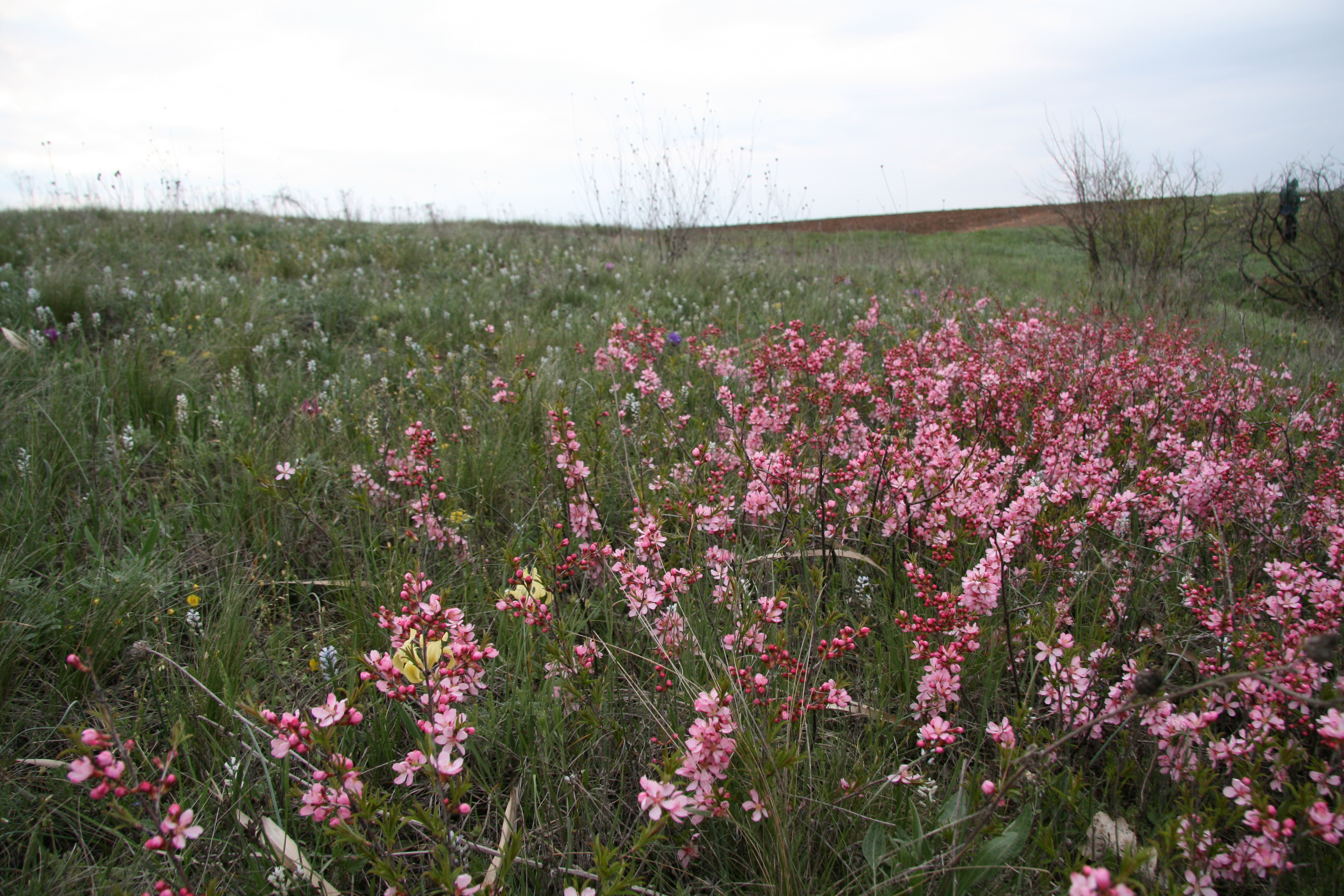
Porost mandloně nízké v přírodě

## Rozšíření a ekologie
Vyskytuje se v nízkých suchých křovinách, v suchých trávnících a lesních lemech, kde mnohdy vytváří rozsáhlé polykormony. Areál rozšíření zahrnuje stepní a lesostepní oblast Eurasie od střední Evropy přes Ukrajinu do Střední Asie a na úpatí Kavkazu. V Česku se vyskytuje ojediněle na jižní Moravě a v Českém středohoří a je hodnocena jako kriticky ohrožený druh kategorie C1r.

## Použití
Pro obsah amygdalinu nejsou semena vhodná ke konzumaci. Druh mandloň nízká a jeho kultivary bývají pěstovány v zahradách jako okrasný keř ve skupinách, s ohledem na výrazné kvetení krátce na jaře tak někdy i jako solitery. Často jsou pěstovány plnokvěté kultivary. Druh je oblíben především na skalkách, které však někdy prorůstá a jeho růst může na menších skalkách snadno způsobit zastínění nižších rostlin.

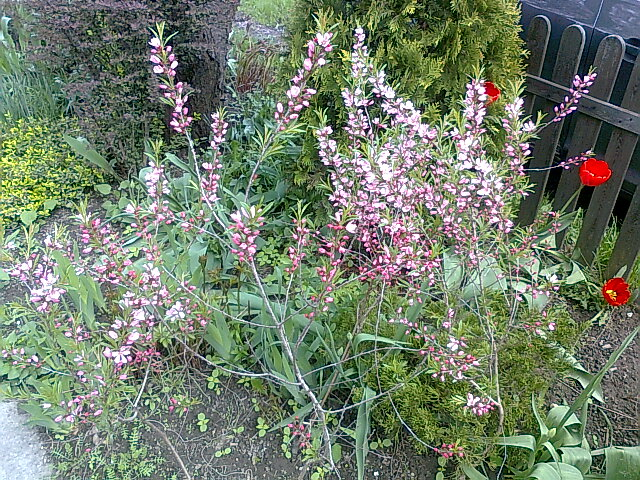
Pěstování na zahradě

## Pěstování
Slunečné polohy, propustné půdy, nenáročná. Preferuje obsah vyšší vápníku, ale při nadbytku vápníku trpí chlorózou. Mandloň nízkou lze množit semeny nebo vegetativně, odrůdy pro udržení znaků pouze vegetativně. Řez snáší dobře, obvykle silně obráží.

## Choroby a škůdci
Keře silně trpí, především na jaře, napadením moniliózou na letorostech, květech a listech. Toto poškození může být důvodem úhynu. V důsledku napadení moniliózou trpí klejotokem. Při nadbytku vápníku v půdě trpí chlorózou.

## Synonyma
- Amygdalus georgica Desf.
- Amygdalus ledebouriana Schltdl.
- Amygdalus nana L.
- Prunus ledebouriana (Schltdl.) Y. Y. Yao[7]
- Prunus nana (L.) Stokes